# Občina Veržej
Občina Veržej je ena od občin v Republiki Sloveniji. Veržej je znan po Babičevem mlinu na reki Muri. Naravna znamenitost so narcise. V občini Veržej, natančneje v Banovcih pa deluje termalno kopališče Banovci.

## Naselja v občini
Banovci, Bunčani, Veržej